# Anna Kappel
Anna Maria Kappel (Purmerend, 17 maart 1875  - Den Haag, 21 januari 1967), ook bekend als Anna Stronck-Kappel was een Nederlands concert- en oratoriumsopraan.
Zij was een dochter van groenteboer Christiaan Christoffel Kappel en Trijntje Krijgsman. Haar ouders waren allebei eerder gehuwd geweest met een partner die jong overleden was. Haar ouders overleden toen zij nog een kind was, moeder overleed in 1878, vader in 1884. Anna werd als wees ondergebracht in het armenweeshuis.
Kappel viel al op jonge leeftijd op (ze trad al op toen ze negen was) door haar zangstem en werd ontdekt door organist Jan Pieter Groot van de hervormde kerk, die tevens directeur van de Stedelijke Muziekschool was. Ze kreeg gratis muziek- en zanglessen van hem, en gratis privélessen Frans en Duits. Het bestuur van het weeshuis huurde speciaal voor haar een piano.
Bij een optreden in een zanggezelschap van J.P. Groot viel zij op bij componist Willem Nicolaï, die een concert van Groot en zijn gezelschap bezocht met een uitvoering van De Zweedsche Nachtegaal (van Nicolaï) waarin Kappel de altpartij zong; het leverde haar de bijnaam Purmerendse Nachtegaal op. Op zijn voorspraak kon zij een toelatingsexamen doen bij de Koninklijke Haagsche muziekschool in Den Haag; Arnold Spoel was vier jaar haar leraar (1891-1895). Haar “eindexamen” vond plaats in zaal Diligentia. In 1892 kon ze in Den Haag gaan wonen, in het Burgerweeshuis aan Westeinde. Zij kreeg daar nog steeds steun, onder andere voor representatieve kleding, van het armenweeshuis in Purmerend. Zij kreeg lessen van Arnold Spoel. In 1894 trad zij, dus nog tijdens haar opleiding, voor het eerst op.
Na het voltooien van haar opleiding in Den Haag en optredens in de omgeving, vertrok zij naar Berlijn, en nam lessen bij Lilly Lehman. Daarna begon haar carrière als solozangeres en trad zij vanuit Den Haag regelmatig op in Nederland en daarbuiten. Omdat zij in Duitsland veel succes had vestigde zij zich in 1904 in Frankfurt am Main. en zong er met het Frankfurter Soloquartett Daar ontmoette zij de dirigent en muziekdirecteur Richard Stronck, met wie zij in 1907 trouwde. Het echtpaar ging wonen in Barmen. Ze trad veel op, zowel in Duitsland als in Nederland, en ging ook op tournee door Oostenrijk, Zwitserland en Italië. Ze trad ook een keer op in paleis Noordeinde, voor de toenmalige koningin Wilhelmina, ook aan het Duitse hof zong ze. In 1911 had ze al jaren neveninkomsten uit lesgeven. Ze kreeg in Duitsland het ijzeren kruis, voor een optreden voor gewonde soldaten tijdens de Eerste Wereldoorlog. In 1923 vertrok zij samen met Stronck naar Nederland, onder andere vanwege financiële problemen door de geldontwaarding in Duitsland. Ze ging lesgeven aan het muziekschool van de Maatschappij tot Bevordering der Toonkunst in Rotterdam. In 1927 staakte ze haar werkzaamheden aldaar om alleen nog privéles te geven. In 1929 overleed Richard Stronck, waarna Anna Kappel zich geheel toelegde op lesgeven. Onder meer gaf zij les aan de schrijfster Jo van Ammers-Kühler.
In 1937 hertrouwde ze met ingenieur (elektro- en werktuigkundig) Anthonie Coneraad Gebhard, die directeur was van het octrooibureau Vriesendorp en Gaade., maar ook hem (1878-1954) overleefde ze. Gedurende haar carrière trad ze oponder leiding van beroemde dirigenten waaronder Willem Mengelberg, Arthur Nikisch, Wilhelm Furtwängler, Erich Kleiber, Felix Weingartner en Bruno Walter.  Tussen 1898 en 1921 trad ze 28 keer op met het Concertgebouworkest. Bijzonder in dat kader is een concert tijdens de Nationale Tentoonstelling van Vrouwenarbeid 1898 op 31 augustus 1898. Op die dag zong ze samen met Aaltje Noordewier-Reddingius in Den Haag Cantate geschreven door en onder leiding van Cornélie van Oosterzee.
Na de Tweede Wereldoorlog trad zij nog dikwijls op, onder andere tijdens het bevrijdingsconcert in Amsterdam, met het Requiem van Wolfgang Amadeus Mozart.
Het laatste deel van haar leven woonde zij in Deo Gratias, het verzorgingstehuis aan de Scheveningseweg in Den Haag. Zij overleed in januari 1967.
De muziekschool in Purmerend werd in haar overlijdensjaar naar haar genoemd, de Anna Kappel-muziekschool. Na een verhuizing veranderde de naam in Muziekschool Waterland.